# Філіпп III Сміливий
Філіпп III Сміливий (фр. Philippe III de France; 30 квітня 1245, Пуасі — 5 жовтня 1285, Перпіньян) — король Франції з 1270 року до своєї смерті, десятий король із династії Капетингів.

## Біографія
Філіпп був другим сином Людовика IX Святого та Маргарити Прованської. Своє ім'я він отримав на честь свого прадіда Філіпа II Августа. У 1260 році, після смерті свого старшого брата Людовика, він став спадкоємцем престолу.
Разом із батьком брав участь у Восьмому хрестовому поході до Тунісу. Його проголосили королем у 1270 році після смерті батька під час походу.

## Правління
Філіпп брав участь разом з батьком в його останньому хрестовому поході і був проголошений королем в таборі на африканському березі. Негайно після повернення до Франції він упокорив декількох непокірних васалів і добився визнання своєї верховної влади архієпископом Ліонським.
На початку його правління великим впливом на державні справи користувався П'єр де ла Брос, людина незнатного походження, що була камергером при дворі; але в 1278 році він став жертвою інтриг феодальної знаті, що діяла на Філіппа через королеву Марію Брабантську. Після смерті Броса піднеслися абат монастиря Сен-Дені Матьє де Вансдом і сенешаль Етьєн Бомарше. Окрім них, на слабохарактерного Філіппа мав вплив його дядько Карл I Анжуйський, що був у той час королем Обох Сицилій. Поступаючись його наполяганням, Філіп виставив свою кандидатуру на престол Німецької імперії, але невдало; через Карла він вплутався і в іспанські справи, в яких його чекали поразка і смерть.
Утім, у Філіппа були і власні інтереси в Іспанії. 1275 року він відстояв Наварру від домагань королів Кастилії і Арагону, але його заступництво за французьку принцесу, що була одружена з сином Альфонса X Кастильського і позбавлена прав після смерті чоловіка (1276), не привело до бажаної мети. Більш невдалою була Арагонська експедиція, зроблена після Сицилійської вечерні, за наполяганням Карла Анжуйського. Папа Мартин IV, вірний Карлу і Філіппу, відлучив Педро Арагонського від церкви, оголосив його позбавленим влади і на його місце призначив одного з молодших синів Філіппа. Французьке військо і французький флот, споряджені для здійснення цих проєктів, зазнали повної невдачі: флот був двічі розбитий, а армія, затримана у своєму наступі фортецею Героною, стала жертвою хвороб. Філіпп, який особисто командував своїм військом, також захворів і помер під час відступу від дизентерії.
За правління Філіппа, як і за правління більшості Капетингів, відбулося збільшення французької території. Він забрав виморочний лен графів тулузьких (тобто половину Південної Франції — Пуату, Сентонж, Тулон, Альбіжуа, Овернь, Керсі, Ажене, Руерг, Венсенн), частина якого він, втім, віддав як відступне Англії і Папі; через шлюб спадкоємця престолу з Жанною Наваррською до Франції були приєднані Наварра, Шампань і Брі. Крім того, було підготовлено приєднання Ліона і Монпельє.
Протягом свого правління Філіпп запроваджує певні зміни у внутрішньополітичному житті держави. Він фіксує повноліття французьких королів у 14 років. Філіпп підсилює королівське правосуддя на шкоду сеньйоріальному, запровадивши королівський трибунал у кожному судовому окрузі чи сенешальстві. Він вводить штрафи стосовно дворян, які відмовляються йти до королівського війська. Він вводить податок на перенесення ленних володінь. Філіп інституціоналізує сегрегацію євреїв.

## Родина
1 Дружина — Ізабелла (1247—1271)
Діти
- Людовик (1263/1264—1276)
- Філіп (1268—1314)
- Роберт (1269—1276)
- Карл (1270—1325)
- Син (1271)

2 Дружина — Марія (1256—1321)
Діти:
- Людовик (1276—1319)
- Бланка (1278/1282—1306)
- Маргарита (1282—1318)